# Oakenshaw (Lancashire)
Oakenshaw – wieś w Anglii, w hrabstwie Lancashire, w dystrykcie Hyndburn. Leży 37 km na północ od miasta Manchester i 295 km na północny zachód od Londynu.